# Domangart mac Domnaill
Domangart mac Domnaill (... – 673) figlio di Domnall Brecc, regnò sulla Dál Riata (odierna Scozia occidentale).

## Biografia
Non è chiaro se regnò sull'intera Dál Riata o se fu re solo sui Cenél nGabráin. Domangart non è inserito nei Duan Albanach, ma viene menzionato da altre genealogie in cui viene indicato come padre di Eochaid mac Domangairt. Secondo gli Annali dell'Ulster nel 673 fu ucciso Domangart, figlio di Domnall Brecc, re della Dál Riata. Secondo alcune fonti in questo periodo i Cenél Comgaill si staccarono dai Cenél nGabráin. Non si sa con certezza chi successe a Domangart sul trono di Dál Riata o dei Cenél nGabráin. Tra i sovrani successivi di cui si ha notizia ci sono Máel Dúin mac Conaill e Domnall Donn dei Cenél nGabráin e Ferchar Fota dei Cenél Loairn, al quale i Duan Albanach e altre liste di re assegnano un regno di 21 anni, iniziato poco dopo la morte di Domangart.